# 不可兒戲
《不可兒戲》（The Importance of Being Earnest），又譯作《真誠最要緊》，是19世紀愛爾蘭劇作家王爾德所寫的一部諷刺風俗喜劇。靈感取自威廉·S·吉尔伯特的一部喜劇《Engaged》。整套劇共分3幕或4幕，視上演的版本而定。1895年2月14日在倫敦的 聖詹姆斯劇院首次公演。
故事背景設在維多利亞時期的英格蘭，劇中幽默的焦點集中在主角Jack虛構出來的弟弟 Ernest 身上。Ernest 是 earnest（認真）的諧音，而 Jack 的姓氏 Worthing 則是王爾德撰寫此劇時居住的市鎮名稱。
當時王爾德的話劇可謂極之成功，人們往往期待他的新作。他在創作此劇時記者們經常前來打聽有關細節，同時又對劇情發展和復仇角色等問題充滿興趣。為應付他們，王爾德暫時取了一個劇名為「Lady Lancing」。一如他另外四部社會話劇，王爾德同樣以海邊市鎮的名字替其此劇主角和故事開端命名。本作將佳構劇很多傳統的地方加以誇大，例如遺失文件的巧喻以及最後的表露（這個部分出現在結束落幕前三十秒）。

## 劇情概要
本劇主角 Jack Worthing 是 Cecily Cardew 的監護人。在 Cecily 眼中，Jack 是個極其認真和嚴謹的人。然而多年來 Jack 一直騙 Cecily 自己在倫敦有個揮霍無度的弟弟叫 Ernest。由於要接濟這位虛構的弟弟，Jack 要經常要離開 Cecily 居住的赫特福德郡跑到倫敦去。Jack 在倫敦時則以「Ernest」自稱。他結識了 Algernon Moncrieff（簡稱 Algy）的表妹 Gwendolen Fairfax，並和她開始交往。
至於另一位主角 Algy 則訛稱自己在城郊有位經常生病，名叫 Bunbury 的朋友。每當 Algy 想逃避一些社會責任，或者只是想趁週末外出休息一下，他就騙人說要去探望這位同樣是虛構出來的朋友。他將這種虛構身份或製造雙重身份的做法稱為「bunburying」。
在故事一開始，Jack 跑到 Algy 府上打算向 Gwendolen 求婚，卻可是遇上不少麻煩。第一是 Gwendolen 似乎純粹因為她相信 Jack 的名字叫 Ernest 而喜歡他，因為 Ernest 是她心目中最漂亮的名字。第二個麻煩是 Gwendolen 的母親是讓人害怕的 Bracknell 女士，她對 Jack 的身世顯然感到不滿和驚訝。Jack 年幼時曾被人放在一個棄置於火車站的手提包內，直至後來的監護人 Tom Cardew（亦是 Cecily 的祖父）發現了之後收養他。她認為讓女兒「嫁進寄物室裡與包裹通婚」（原文：marry into a cloakroom and form an alliance with a parcel）是件難以接受的事。
另一方面，Algernon 發現 Ernest（當時 Algernon 不知道 Ernest 的真名）在其房間內丟下一個銀色盛煙盒，盒內刻有一段文字：「From little Cecily with her fondest love to her dear Uncle Jack.」，意思大概是「小小的 Cecily 送給親愛的 Jack 叔叔，並奉上至溫柔的愛。」Algy 不但開始懷疑，更進一步迫使 Ernest 承認自己的真名是 Jack ，並道出自己經常往來倫敦與郊區的原因，而Algy 發覺這和自己的 "bunburying" 行為很相似。
Jack 告訴 Algy，Cecily 似乎對這個虛構出來的弟弟 Ernest 很感興趣，因此決定放棄 "bunburying" 並打算告訴 Cecily 他在倫敦的弟弟 Ernest 已經在巴黎病逝。言談間 Jack 對 Cecily 的描述引起 Algy 對這位18歲少女的好奇。正當 Jack 換上喪服打算前往赫特福德郡對 Cecily 告知這個「噩耗」時，Algy 已提早一步到達 Cecily 位於郊區的寓所，並冒充自己就是 Jack 那個揮金如土的弟弟 Ernest。兩人不但很快就攀談起來，更在 Jack 趕到這裡時，Cecily 對監護人說她和 Algy 已有結婚的打算。Jack 雖感憤怒，但亦只好裝作若無其事。
Gwendolen 來到城郊打算和 Jack 會面，但只見 Cecily 一人。她們兩人攀談起來，在言談間識破了Algy 和 Jack 的真正身份與秘密。之後這兩人也出現了，因此被追問他們說謊的原因，兩人都分別說出了讓人滿意的答案之後，亦各自準備找牧師取個 Ernest 的名字，因此 Cecily 和 Gwendolen 寬恕了他們。
就在此時，跟蹤女兒遠道而來的 Bracknell女士抵達赫特福德郡。Gwendolen 再次向母親提及她和 Jack 的婚事，然而母親還是不贊同。另一方面 Algy 亦說出他和 Cecily 已定下婚約的事情。Bracknell 女士遂向 Cecily 和 Jack 詢問一堆關於 Cecily 背景的事。Jack 不耐煩地一一回答，直至提到 Cecily 繼承大堆遺產時，Bracknell 女士才開始感到興趣。Jack 作為 Cecily 的監護人，並不贊成她和 Algy 的婚事，除非 Bracknell 女士同意將女兒嫁給他。雖然如此， Bracknell 女士還是拒絕交換條件。就在她臨離開 Cecily 的寓所前，在言談間聽到 Dr. Chasuble 談及 Cecily 的家庭教師 Prism 小姐，Bracknell 女士毫不考慮便要求召見她。
Prism 小姐初見 Bracknell 女士時即感覺錯愕。因為28年前她曾替 Bracknell 女士的姐姐打工，期間不慎遺失了一名嬰孩後就不知所終。Bracknell 女士再三追問後，再搭配上 Jack 的說法，證實該名孩童正是 Jack 本人。而孩童的母親則是 Bracknell 女士的姐姐，他的父親同時也是 Algy 的父親。換句話說原來 Jack 真的是 Algy 的哥哥。Bracknell 女士說，作為長子，Jack 的聖名自然跟從父親。經過翻查後證實了他父親恰巧又取了一個 Ernest 的聖名。最後眾人各自和自己的伴侶擁抱。劇終前Jack 說他首次明白到為人真誠的重要性。（I've now realised for the first time in my life the Vital Importance of Being Earnest）

## 人物角色
整套話劇登場人物不多，名單如下：
- Jack Worthing (Ernest)：未婚。與 Gwendolen 談戀愛。非常年輕時被 Thomas Cardew 收養，後來證實是 Algernon Moncrieff 的親生哥哥。
- Algernon Moncrieff (Algy)：未婚。Gwendolen 的表兄，Lady Bracknell 的外甥。
- Lady Augusta Bracknell: Gwendolen 的母親， Algernon的舅母
- Cecily Cardew：Thomas Cardew 的孫女，Jack Worthing 是她的監護人。住在位於郊區赫特福德郡的寓所
- Gwendolen Fairfax：Lady Bracknell 的女兒
- Prism 小姐：Cecily 家庭教師
- Canon Chasuble 博士：一位住在 Jack 的城郊大宅附近的牧師
- Lane：Algernon 的管家
- Merriman：Cecily 的管家

## 改編作品
此劇曾數次被改編成電影，如：
- 《甜心大話王》，由奧利華·柏加（Oliver Parker）執導，哥連·費夫、鲁伯特·埃弗里特、麗絲·韋花絲潘及茱蒂·丹契等主演

此劇曾數次被改編成寶塚版舞台劇，如：
- 2005年7月、梅田藝術劇場公演《Ernest in Love》，瀬奈じゅん、彩乃かなみ、霧矢大夢等主演
- 2005年9月、日生劇場公演《Ernest in Love》，樹里咲穂、遠野あすか、蘭寿とむ等主演
- 2015年1月、東京國際論壇公演《Ernest in Love》，明日海りお、花乃まりあ、芹香斗亞等主演
- 2016年2月、梅田藝術劇場・中日劇場《Ernest in Love》，明日海りお、花乃まりあ、芹香斗亞等主演

## 外部連結
- The Importance of Being Earnest （页面存档备份，存于） on Project Gutenberg
- The Importance of Being Earnest （页面存档备份，存于） - full text and reviews.
- The Importance of Being Earnest （页面存档备份，存于） - Audio Book on LibriVox（页面存档备份，存于）
- The Importance of Being Earnest study guide and teaching guide - themes, quotes, analysis, multimedia